# Goin’ to Town
Goin’ to Town ist eine US-amerikanische Filmkomödie aus dem Jahr 1935 von Alexander Hall mit Mae West und Paul Cavanagh in den Hauptrollen.

## Handlung
Die Tänzerin Cleo Borden unterzeichnet einen Vertrag mit dem Viehzüchter Buck Gonzales, um ihn zu heiraten, wenn er ihr sein ölgefülltes Land überlässt. Als Gonzales getötet wird, wird Cleo sofort Millionärin. Auf der Ranch versucht Cleo, den britischen Landvermesser Edward Carrington zu verführen, aber er wehrt sich gegen sie, als ihm klar wird, dass sie darauf gewettet hat, ihn zu erobern.
Carrington reist zu einem internationalen Pferderennen nach Buenos Aires. Cleo folgt ihm, in der Hoffnung, sich in eine Dame zu verwandeln, indem sie ihr eigenes Pferd „Cactus“ ins Rennen schickt. In Buenos Aires ist die High Society sowohl amüsiert als auch entsetzt über Cleos derben Humor und ihren kühnen Stil, während der russische Millionär Ivan Valadov beginnt, ihr Gesellschaft zu leisten. Cleo wettet mit Valadovs Geliebter, Mrs. Brittony, um 20.000 Dollar, dass Cactus gewinnen wird. Mrs. Brittony wiederum setzt 20.000 Dollar auf ihr Pferd, „Bonnie Lassie“. Mrs. Brittony plant, Cactus aus dem Rennen herauszuhalten, doch ihre Pläne werden von Cleos indischem Assistenten Taho vereitelt und Cactus gewinnt. Unterdessen verliert Mrs. Brittonys Neffe Fletcher Colton, ein besessener Spieler, sein Vermögen. Cleo, die glaubt, dass sie einen Titel braucht, um Edward zu gewinnen, bietet ihm an, ihn nur dem Namen nach zu heiraten.
Zurück in den USA wohnt das neue Paar in Southampton, wo Cleo eine Oper von „Samson und Delilah“ inszeniert. Edward kommt mit dem neu erworbenen Titel Earl of Stratton zur Gala, um Cleo seine Liebe zu schwören. Unterdessen versucht Mrs. Brittony, Cleos Ruf zu ruinieren, indem sie in Cleos Boudoir ein Rendezvous mit Cleo und Valadov veranstaltet. Während Valadov sich jedoch in Cleos Zimmer versteckt, entdeckt Colton ihn und zieht einen Revolver aus Cleos Schublade. Die beiden Männer geraten in Streit, Colton erschießt sich und Cleo wird des Mordes beschuldigt. Als Cleo jedoch Valadovs Zigarette im Aschenbecher entdeckt und Taho ihn für den Mord an Colton verantwortlich macht, gesteht Valadov Mrs. Brittonys Plan. Cleo wird zu Lady Stratton.

## Hintergrund
Gedreht wurde der Film vom 19. Dezember 1934 bis zum 9. Februar 1935 in Pasadena.
Paramount versuchte, Cesar Romero für die männliche Hauptrolle auszuleihen, doch Universal Pictures lehnte den Deal ab und behauptete, er werde dort gebraucht. Es wurde berichtet, dass Mae West die Sherman Indian School in Riverside (Kalifornien) besuchte, um einen amerikanischen Ureinwohner für eine wichtige Rolle in diesem Film auszuwählen. Männliche Studenten stellten sich auf dem Fußballplatz auf, wo West sie musterte, vor allem wegen ihres guten Aussehens, da die Rolle einen „Hingucker“ erforderte, „in den sich die Damen der Gesellschaft im Film verlieben werden“.
Laut den Unterlagen im Archiv der Motion Picture Association schrieb Joseph Breen, Direktor der „Production Code Administration“, am 19. Dezember 1934 an den Paramount-Vertriebsleiter John Hammell, nachdem er das erste Drehbuch dieses Films gelesen hatte, mit folgender Reaktion: „..im Grunde scheint es den Anforderungen des Produktionskodex zu entsprechen.“ Breen warnte Hammell jedoch vor jeglichen Hinweisen auf Prostitution und empfahl dem Studio, den unterstrichenen Teil von Mae Wests Satz zu ändern: „Ich schämte mich für die Art, wie ich lebte.“ Er verbot den Filmemachern auch, tatsächliche Szenen zu zeigen, in denen Rinder gebrandmarkt werden, und empfahl ihnen, die Nationalität von Ivan Lebedoffs Charakter von einem Argentinier zu ändern: „Wie Sie wissen, sind die Argentinier besonders empfindlich, wenn es darum geht, als Gigolos und insofern als Teil davon charakterisiert zu werden. Ihr Film ist in Buenos Aires angesiedelt, jede solche Charakterisierung würde ihnen wahrscheinlich als doppelt anstößig erscheinen.“
Der Film wurde am 1. April 1935 genehmigt. Breen schrieb später an Will H. Hays, den Leiter der PCA, und verteidigte die Genehmigung: Das Studio habe gewissenhaft die ernsteren Schwierigkeiten vermieden, die mit einigen der Dreharbeiten vorheriger Filme dieses Stars (Mae West) einhergingen. Breen erhielt jedoch einige Kritik dafür, dass er den Film genehmigt hatte. E. Robb Zaring, Superintendent der „Indiana Conference der Methodist Episcopal Church“, schrieb Breen am 31. Mai 1935 einen Protestbrief, in dem es hieß: „Ich habe den Film nicht gesehen und werde ihn auch nicht sehen. Die The New York Times bezeichnet ihn als vulgäre, demoralisierende Vorführung. Dieses Stück wurde nach dem Schrei nach Reformen produziert. Ich stimme zu, dass dank der Führung der römisch-katholischen Kirche viel Gutes getan wurde. Was ich jedoch nicht verstehen kann, ist, wie es diesem bestimmten Schauspieler, der für eine bestimmte Moralstufe steht, erlaubt sein sollte, der amerikanischen Jugend eine andere Moral vorzuspielen.“ Breen reagierte auf den Brief, indem er eine Radiosendung des Filmbüros der „International Federation of Catholic Alumnae“ zitierte, in der dieser Film auf seine Empfehlungsliste gesetzt wurde, das erste Mal, dass der Verband jemals einen Mae-West-Film unterstützte. Der Verband führte die Unterstützung auf die Arbeit der „Legion of Decency“ zurück.
Hans Dreier und Robert Usher oblag die künstlerische Leitung. Travis Banton war für das Kostümbild zuständig.

## Musik
Folgende Songs wurden im Film gespielt:
- Now I’m a Lady von Irving Kahal und Sam Coslow
- He’s a Bad Man von Sammy Fain und Irving Kahal

## Veröffentlichung
Die Premiere des Films fand am 25. April 1935 statt. In der Bundesrepublik Deutschland kam er am 12. Februar 2022 im Rahmen der Retrospektive „No Angels – Mae West, Rosalind Russell & Carole Lombard“ auf der Berlinale 2022 zur Aufführung.

## Kritiken
Der Filmkritiken-Aggregator Rotten Tomatoes hat in einer Auswertung von sechs Kritiken eine Zustimmungsrate von 50 Prozent errechnet. Das Publikumsergebnis hat sich bei 65 Prozent positiver Bewertungen eingependelt.
Andre Sennwald von der The New York Times befand, der Film sorge mit Sicherheit für Gelächter, sei jedoch der am wenigsten gelungene Film von Mae West.
Meyer Levin schrieb im Magazin Esquire unter seinem Pseudonym Patterson Murphy, die Witze seien mühsam, die Gags langweilig.
Ken Hanke schrieb im Mountain XPress, Mae Wests fünfter Film leide ein wenig unter Zensurproblemen, aber überraschend viel freche Respektlosigkeit komme in dieser Geschichte eines plötzlich wohlhabenden Tanzlokalmädchens zum Ausdruck.